# (185851) 2000 DP107
2000 دي بي 107 (ويعرف أيضًا باسم (185851) 2000 دي بي 107 وفق تسمية الكوكب الصغير) (بالإنجليزية: 2000 DP107)‏ هو كويكب ضمن حزام الكويكبات؛ وترتيبه 185851 من حيث الاكتشاف.
اكتُشف هذا الجُرم الفلكي بواسطة بحث لنكولن عن الكويكبات القريبة من الأرض في 29 فبراير 2000.

## وصلات خارجية
- (185851) 2000 DP107 في قاعدة بيانات مختبر الدفع النفاث لأجرام النظام الشمسي الصغيرة

- الاكتشاف · مخطط المدار ·  العناصر المدارية · المعلمات المادية

- (185851) 2000 DP107 على موقع ويكي سكاي: DSS2, SDSS, GALEX, IRAS, Hydrogen α, X-Ray, Astrophoto, Sky Map, Articles and images